# 山本直英
山本 直英（やまもと なおひで、1932年10月20日 - 2000年6月27日）は、東京都生まれの教育者。早稲田大学第一政治経済学部政治学科卒。吉祥女子中学校・高等学校の教諭、のち副校長になる。人権としての性の自己決定を中心とした性教育の推進者として著名。1982年、高柳美知子らと"人間と性"教育研究協議会を創設し、代表理事に就任。

## 著書など

### 単著
- 『男と女の関係 愛と性の人間学』一光社　1979　新・青春ゼミ
- 『思春期の生と性 初潮から性交までのヒューマン・セクシュアリティ』あゆみ出版　1984　あゆみレモンブックス
- 『父母と教師ですすめる性の教育』あゆみ出版　1984　あゆみブックレット
- 『性教育ノススメ "下半身症候群"からの脱出』大月書店　1986
- 『(男と女)を考えてみる本 中学生へのメッセージ』大月書店　1988
- 『子育てのなかの性教育』大月書店　1989　国民文庫 現代の教養
- 『性の絵本 3　女と男ともに生きる』木原千春画　大月書店　1992
- 『性の絵本 1　生きるってどういうこと?』木原千春画　大月書店　1992
- 『ふたりのはなし』和歌山静子絵　童心社　1992　おかあさんとみる性の本
- 『わたしのはなし』和歌山静子絵 童心社　1992　おかあさんとみる性の本
- 『さわやかに親が子に語る性 山本直英の語り方マニュアル』草土文化　1993
- 『知ってる?ぼくとわたしの性』草土文化　1993
- 『父親のための性教育入門』大修館書店　1993
- 『いまこそ豊かな性教育を 続性教育ノススメ』大月書店　1994
- 『性を学び性を生きる For sexual boy’s & girl’s sexuality』かもがわ出版　1994
- 『性のタブーに挑んだ男たち 山本宣治・キンゼイ・高橋鉄から学ぶ』1994　かもがわブックレット
- 『からだっていいな』片山健絵 童心社　1997　絵本・ちいさななかまたち
- 『私とあなたの「からだ」読本』明石書店　1997
- 『おちんちんの話』あゆみ出版　1998
- 『性の人権教育論 21世紀を拓くアクティビティー』明石書店　1998
- 『山本宣治の性教育論 性教育本流の源泉を探る』明石書店　1999
- 『おちんちんのえほん』佐藤真紀子絵　ポプラ社　2000　からだとこころのえほん
- 『おちんちんの話』子どもの未来社　2000

### 共編著
- 『愛と生と性のレッスン』高柳美知子共著　高校出版　1988　高校生に贈る本
- 『子どもが主役の性教育』坂口せつ子共著　青木書店　1992
- 『エイズ学習のすすめ』編著　大月書店　1993
- 『エイズのくすりはあい』水野都喜子共著　あゆみ出版　1993
- 『われらが性問題白書 さわやか対談』山本晋也共著　大修館書店　1993
- 『性交 その理論と教育実践』編著　あゆみ出版　1994
- 『人間の生涯と性 ひとびとの生、いろいろな性』共編　大月書店　199４
- 『川田龍平いま輝いて』1996　かもがわブックレット
- 『性教育-その考え方・進め方』編　あゆみ出版　1996　シリーズ科学・人権・自立・共生の性教育 21世紀へのヒューマン・セクソロジー
- 『セクシュアル・ライツ 人類最後の人権』編著　明石書店　1997
- 『わが子に贈る「性」のQ&A 中学生に役立つ性情報32』高柳美知子共著　三友社出版　1999　21世紀ブックレット
- 北沢杏子、中川重徳、宗像恒次、山本直英、池上千寿子、川田悦子、大石敏寛ほか 著、北沢杏子 編『エイズ集中講義』アーニ出版、1999年9月20日。ISBN 978-4870011243。
- まんがで読む・ひとびとの生と性　高柳美知子共著　ポプラ社　2000

『新しい自分をみつけよう エイズ・戦争のなかの性・売買春・同性愛・男女共同参画社会』東山えつこ画　　
『あなたがママやパパになったら 性交・妊娠・出産・育児』村井香葉画　ポプラ社　
『家族のカタチはいろいろ 結婚・非婚・離婚・養子・単身』CANICO画　ポプラ社　
『恋するこころは昔も今も 神話の恋・うたの恋・中世の恋・近世の恋』二宇李佑紀ほか画　
『もっと知りたい女の子のこと・男の子のこと 月経・精通・Hなこと』東山えつこ
- 『まちがいだらけの包茎知識』飛波玄馬,岩室紳也共著　青弓社　2000　寺子屋ブックス
- 『ヒューマンセクソロジー 確かな知性と豊かな感性で生きる21世紀の性 最新版』高柳美知子,村瀬幸浩共編著　一橋出版　2006

### 翻訳
- ジューン・ハーネスト『スージィとフレッド』訳・共著　ダイナミックセラーズ　1990
- ステファニー・ワックスマン『おんなのこってなあに?おとこのこってなあに? はじめてであう性の本』福音館書店　1992　かがくのほん
- ワックスマン『成長するっていいなぁ 性について知りたいあなたに』大月書店　1992
- ジョナサン・スウェイン, シャロン・シーリング『ぼくはジョナサン…エイズなの 写真絵本』大月書店　1992
- ジョナサン・スウェイン『ジョナサンのニッポン日記 写真絵本』編訳 ジョナサン君とともにエイズを学ぶ会編　大月書店　1994
- ローズマリー・ストーンズ作 ニック・シャラット絵『あかちゃんはどこから?』ポプラ社　1995　えほんとなかよし
- みんなで生きる・21世紀　ポプラ社、1997

アンジェラ・グランゼル『いじめ』
ルース・バースフェルド『飢える人びと』
ピート・サンダース, クレア・ファーカー『エイズ』
アンジェラ・グランゼル『家族のつながり』　　
マイルス・バートン『傷つけられる動物たち』
ピート・サンダース『「死ぬ」ということ』
ピート・サンダース『障害のある人びと』
ピート・サンダース『自分をまもる』
アンジェラ・グランゼル『人種差別』　　
ドン・スレイター『戦争はなぜおこるのか』
ピート・サンダース『「年をとる」ということ』
アンジェラ・グランゼル『離婚』